# Méasnes
Méasnes é uma comuna francesa na região administrativa da Nova Aquitânia, no departamento de Creuse. Estende-se por uma área de 27,63 km². Em 2010 a comuna tinha 543 habitantes (densidade: 19,7 hab./km²).